# Droits LGBT

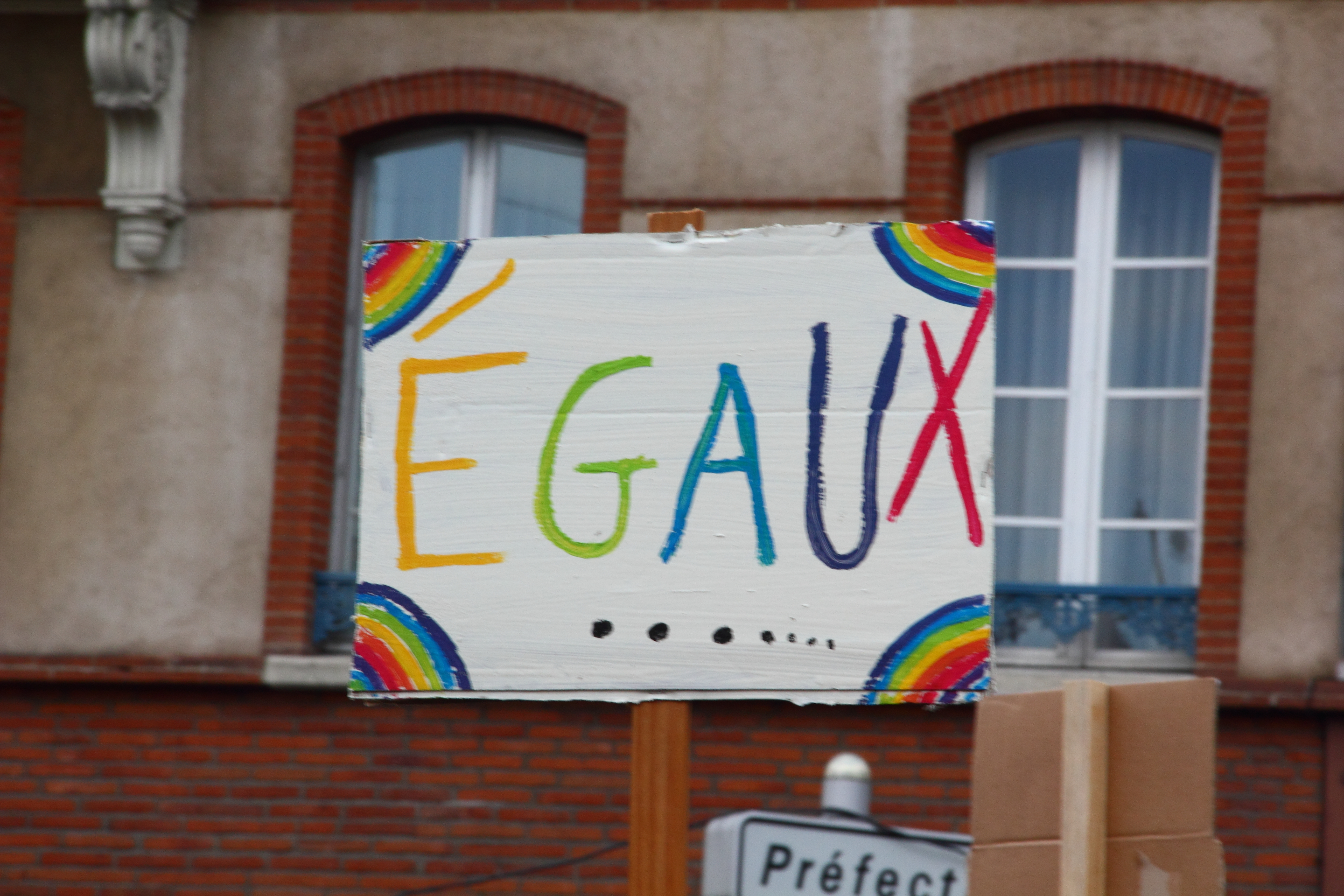
L'égalité des droits est une revendication des militants LGBT.

Les droits des personnes lesbiennes, gays, bisexuelles, transgenres, et plus largement queers (LGBT+) sont une déclinaison particulière des droits de l'homme,. Ils font plus spécifiquement référence aux droits civiques que revendiquent les mouvements LGBT+ et que de nombreuses législations nationales refusent de reconnaître.
L'homosexualité, la bisexualité et la transidentité étant réprimées dans un grand nombre de pays, le premier des droits revendiqués par les LGBT est celui de pouvoir vivre ouvertement leur genre et leur sexualité et d'être traités de la même façon que les hétérosexuels (lors d'un don de sang, du service militaire, d'un processus d'immigration, etc.). La reconnaissance juridique des couples de même sexe (via le concubinage, les partenariats enregistrés ou le mariage), de l'homoparentalité (via l'adoption, la PMA ou la GPA) et du changement légal de genre sont d'autres revendications importantes des personnes LGBT.
Le refus de la reconnaissance des droits LGBT est souvent d'origine religieuse ; certains groupes religieux condamnent et répriment les pratiques homosexuelles (dites contre nature) et nombre d'autorités religieuses s'opposent à toute évolution positive en faveur des droits des personnes LGBT.

## Historique
- Mariage reconnu
- Autre type d’engagement reconnu
- Mariage à l’étranger reconnu
- Reconnaissance limitée du mariage homosexuel
- Reconnaissance limitée du mariage conclu à l’étranger (droit de séjour)
- Pas de reconnaissance des couples homosexuels

- Lois restreignant la liberté d’expression et d’association
- Peine théorique non appliquée en pratique
- Peine d’emprisonnement
- Peine de mort théorique et personnes non poursuivies
- Peine de mort

En 1948, la Déclaration universelle des droits de l'homme ne fait aucune mention de l'orientation sexuelle : à l'époque, l'homosexualité est largement un sujet tabou dans la société civile.
Il faut attendre le début du XXIe siècle pour que les droits LGBT soient pris en compte officiellement dans les droits humains, à travers la Déclaration de Montréal sur les droits humains des LGBT, en 2006, et l'adoption des principes de Yogyakarta lors d'une rencontre de juristes du droit international, en 2007. Le comité IDAHO lance à la même période une pétition internationale adressée à l’Organisation des Nations unies. En 2008, une déclaration sur l'orientation sexuelle et l'identité de genre est proposée à l'Assemblée générale des Nations unies par la France et les Pays-Bas et est approuvée par 66 États. Cependant, une contre-déclaration proposée par la Syrie est adoptée par 57 États.
En 2011, à l'initiative de l'Afrique du Sud, le Conseil des droits de l'homme des Nations unies adopte une résolution affirmant les droits LGBT. C'est la première fois qu'un organe des Nations unies adopte formellement un texte sur les droits LGBT.

## Revendications du droit à l'orientation sexuelle et à l'identité sexuelle
Le mouvement LGBT revendique la reconnaissance du droit pour les personnes lesbiennes, gays, bisexuelles, transgenres et intersexes à vivre librement leur orientation sexuelle et/ou leur genre sans que cela soit l'objet de discriminations et/ou de persécutions encore omniprésentes dans de nombreux États.
En 2018, 72 États ont encore une législation répressive à l'égard des personnes homosexuelles, condamnées à la prison (parfois à perpétuité) ou à la peine de mort (dont Afghanistan, Arabie saoudite, Bénin, Iran, Mauritanie, Nigeria, Somalie, Soudan, Yémen).

### Interdiction des discriminations à l'encontre des LGBT

#### Protection contre les discriminations
Dans les sociétés où l'homophobie, la lesbophobie, la biphobie et la transphobie restent importantes, les personnes LGBT, ou considérées comme telles, sont parfois victimes de discrimination à l'embauche, au logement et à l'accès aux services publics quand ils ne sont pas simplement victimes de violences. L'un des premiers droits revendiqués par le mouvement LGBT est donc celui d'être traité équitablement, quelle que soit son orientation sexuelle (lesbienne, gay, bi ou hétérosexuelle) ou son identité de genre (transgenre, cisgenre ou non-binaire).
Pour garantir cette égalité de traitement, les militants LGBT revendiquent parfois la mise en place d'une législation condamnant les discriminations et les actes homophobes.
Le 12 novembre 2020, la vice-présidente de la Commission européenne Věra Jourová présente un plan pour lutter contre les discriminations et la haine envers les personnes LGBT, et renforcer les droits des couples homoparentaux. Un moyen d'atteindre ce but est d'inscrire ces droits dans les traités. Ce plan est notamment motivé par l'atteinte à ces droits dans certains pays d'Europe, par exemple en Pologne. De plus, les États membres ne s'investissent pas tous sur le sujet. Seulement une minorité donne la possibilité pour les couples homoparentaux d'adopter des enfants. La Commission va donc proposer une reconnaissance mutuelle entre ces pays sur ce sujet. Une législation européenne nécessiterait l'unanimité des États-membres. L'inscription des droits LGBT dans le code pénal d'un État pourrait conduire à punir ces infractions. Helena Dalli, commissaire européenne à l’Égalité, a pour sa part condamné les thérapies de conversion.

### Protection contre les violences

#### Alignement de la majorité sexuelle des LGBT sur celle des hétérosexuels
Dans certains pays, une confusion est volontairement maintenue entre homosexualité et pédocriminalité, dans le but d'instaurer, sans aucun argument scientifique, une inégalité en droit, entre âge de la « majorité sexuelle hétérosexuelle » et âge de la « majorité sexuelle homosexuelle ». Les rapports sexuels entre individus de sexes différents sont ainsi souvent autorisés plus tôt que les rapports sexuels entre individus de même sexe. Dans ces pays, la notion de détournement de mineur reste donc effective plus tardivement chez les couples homosexuels que chez les couples hétérosexuels. Le mouvement LGBT réclame donc l'alignement de la majorité sexuelle des LGBT sur celle des hétérosexuels.

#### Traitement égalitaire en matière de politique migratoire
Les liens amoureux existant entre un citoyen et un immigré hétérosexuels sont généralement pris en compte par les législations nationales au moment d'accorder des titres de séjour aux partenaires étrangers. Par contre, il n'en va pas toujours de même dans la reconnaissance des liens amoureux existants dans un couple de femmes ou dans un couple d'hommes. Par exemple la Cour européenne des droits de l’homme (CEDH) a condamné la Suisse pour le renvoi d'un homosexuel en Gambie. Ce requérant avait déposé à trois reprises une demande d'asile qui a été refusée. Chaque fois il a été débouté par le Secrétariat d’État aux migrations (SEM) et le recours rejeté par le Tribunal administratif fédéral (TAF). Le requérant et son partenaire ont aussi entrepris des démarches pour obtenir un regroupement familial qui a été refusé jusqu'au Tribunal fédéral (TF), en raison d'une peine de prison. Le TAF et le TF ont sous-estimé le risque de persécution, sous prétexte qu'il n'avait pas révélé son homosexualité à son entourage et qu'il n'était pas en contact avec des groupes de soutien aux personnes homosexuelles dans son pays. Par contre :

« La Cour rappelle que l’orientation sexuelle d’une personne constitue un élément essentiel de son identité et que personne ne devrait se voir contraint de la dissimuler pour éviter des persécutions. La Cour constate que l’orientation sexuelle du requérant pourrait être découverte s’il devait être renvoyé vers la Gambie (…). Mais les autorités suisses ont omis de rechercher si les autorités gambiennes auraient la capacité et la volonté d’offrir au requérant le degré de protection nécessaire contre les mauvais traitements qu’il risquerait de subir de la part d’acteurs étatiques ou non-étatiques, à raison de son orientation sexuelle. »

Le mouvement LGBT réclame donc un traitement équitable avec la prise en compte des liens affectifs unissant les partenaires de même sexe.

#### Intégration des personnes LGBT dans l'armée
Dans de nombreux pays, les personnes LGBT sont exclues des forces armées ou contraintes à cacher leur orientation sexuelle ou leur identité de genre pour pouvoir servir leur pays. Le mouvement LGBT revendique donc l'égalité de traitement entre soldats hétérosexuels et LGBT.

#### Don de sang par lesHSH

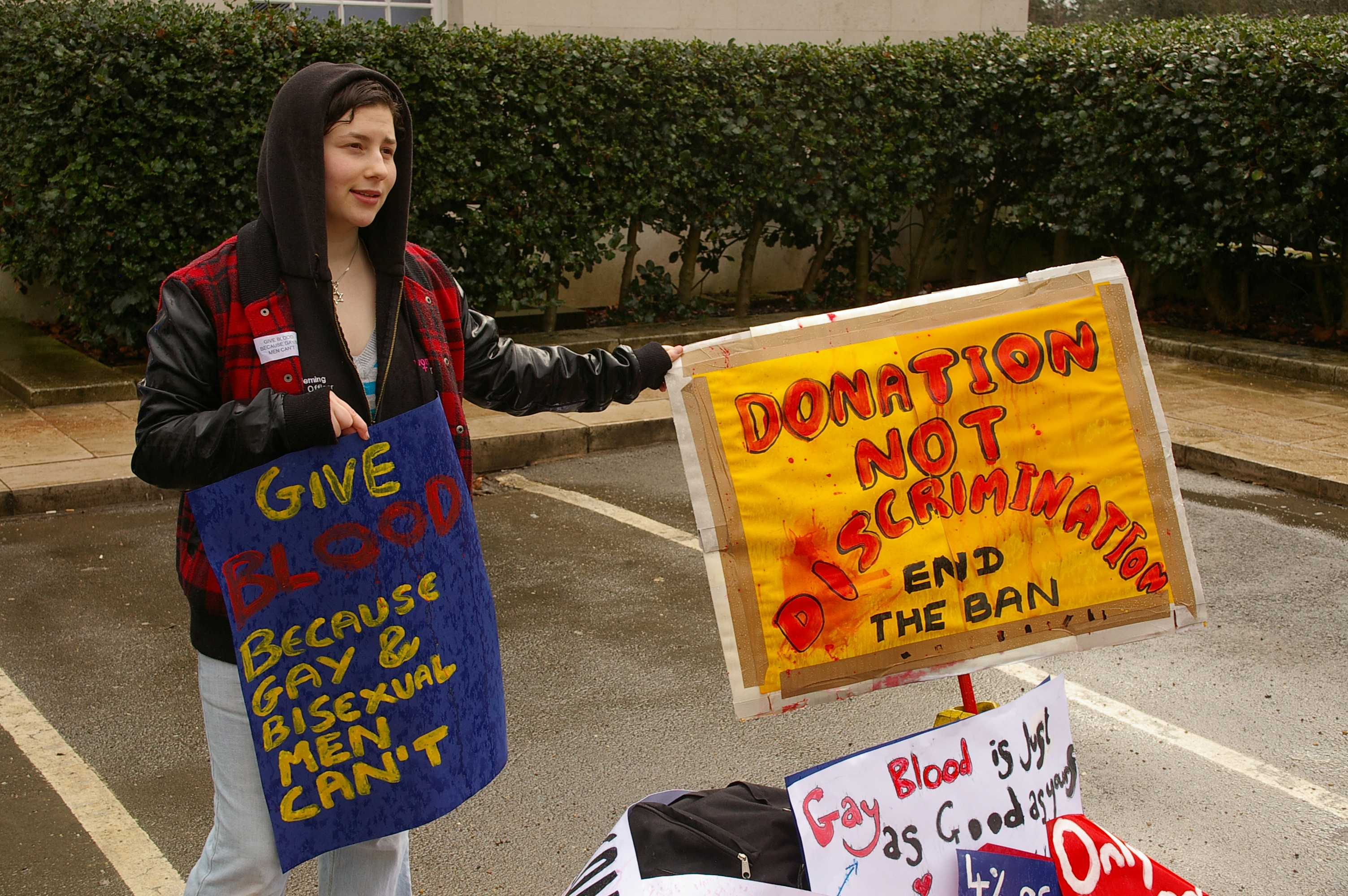
Manifestation contre l'exclusion systématique des hommes bisexuels et homosexuels du don de sang.

Dans de nombreux pays, les hommes ayant, ou ayant eu, des rapports sexuels avec des hommes sont encore considérés comme appartenant à une « catégorie à risque » en matière de maladies sexuellement transmissibles. Dans ces pays, ces hommes ne peuvent pas faire don de leur sang ou de leurs organes, quelle que soit leur situation individuelle réelle : par exemple lorsqu'ils sont dans une relation strictement monogame ; ou par exemple, lorsqu'ils n'ont aucune activité sexuelle avec autrui depuis plusieurs mois.
Le mouvement LGBT revendique donc l'ouverture du don de sang et d'organes, aux gays, bisexuels et HSH, dans les mêmes conditions que celles imposées aux hétérosexuels et aux lesbiennes, c'est-à-dire en optant pour une approche scientifique prenant en compte les prises de risques de la « personne » et non celles de sa prétendue « catégorie ».

#### Avortements et stérilisations forcés
D'après l'Organisation mondiale de la santé dans son rapport Sexual health, human rights and the law publié en 2015, de nombreuses personnes de la communauté LGBT sont victimes de maltraitances médicales, dont la stérilisation forcée et l'avortement forcé.

### Reconnaissance juridique des couples de même sexe
Sans nécessairement interdire l'homosexualité, certains pays n'offrent aucune reconnaissance juridique aux couples de même sexe, ce qui peut avoir une grave incidence en matière de logement (droit au bail), de fiscalité (impôt, héritage, etc.) ou de protection sociale (pension de réversion, couverture sociale, etc.).

#### Reconnaissance du concubinage homosexuel

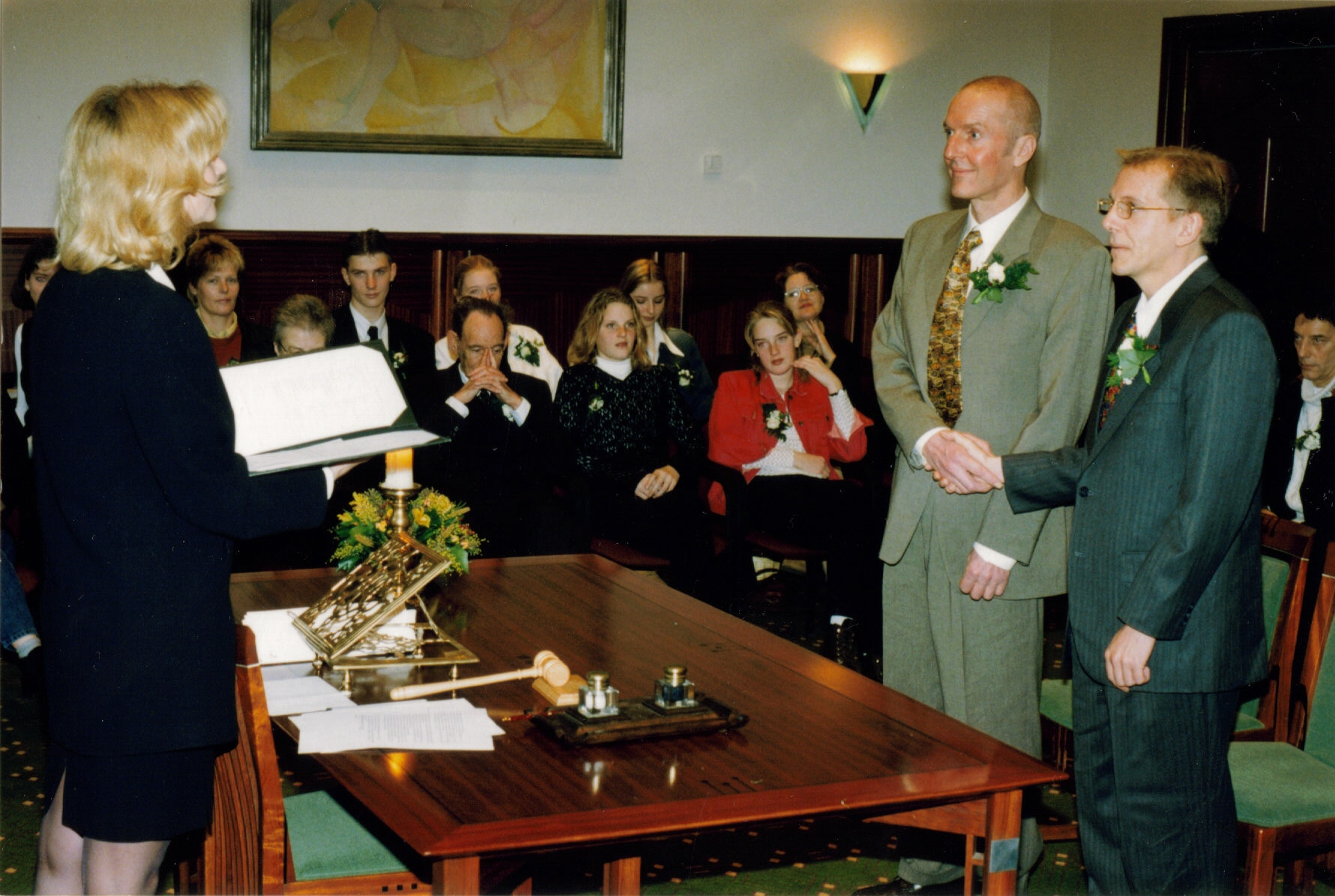
Cérémonie de mariage entre deux hommes aux Pays-Bas, premier pays à reconnaître l'union maritale pour des personnes de même sexe.

De façon à profiter au moins d'une partie de ces droits et protections fondamentales, le mouvement LGBT réclame donc la reconnaissance, par l'État, du concubinage homosexuel.

#### Mise en place de partenariats enregistrés ouverts aux couples de même sexe
Dans certains pays où la notion de mariage reste intrinsèquement liée à celle d'hétérosexualité, le mouvement LGBT réclame la mise en place de partenariats enregistrés ou d'unions civiles conférant tout ou partie des droits accordés traditionnellement par le mariage aux couples de sexes différents.

#### Ouverture du mariage aux couples de même sexe
Dans quelques pays où l'ouverture des droits est déjà très avancée, le mouvement LGBT revendique la légalisation du mariage des couples de même sexe ainsi que l'obtention de tous les avantages sociaux que procure traditionnellement le mariage, y compris le droit à la parentalité et à la filiation.

### Légalisation de l'homoparentalité

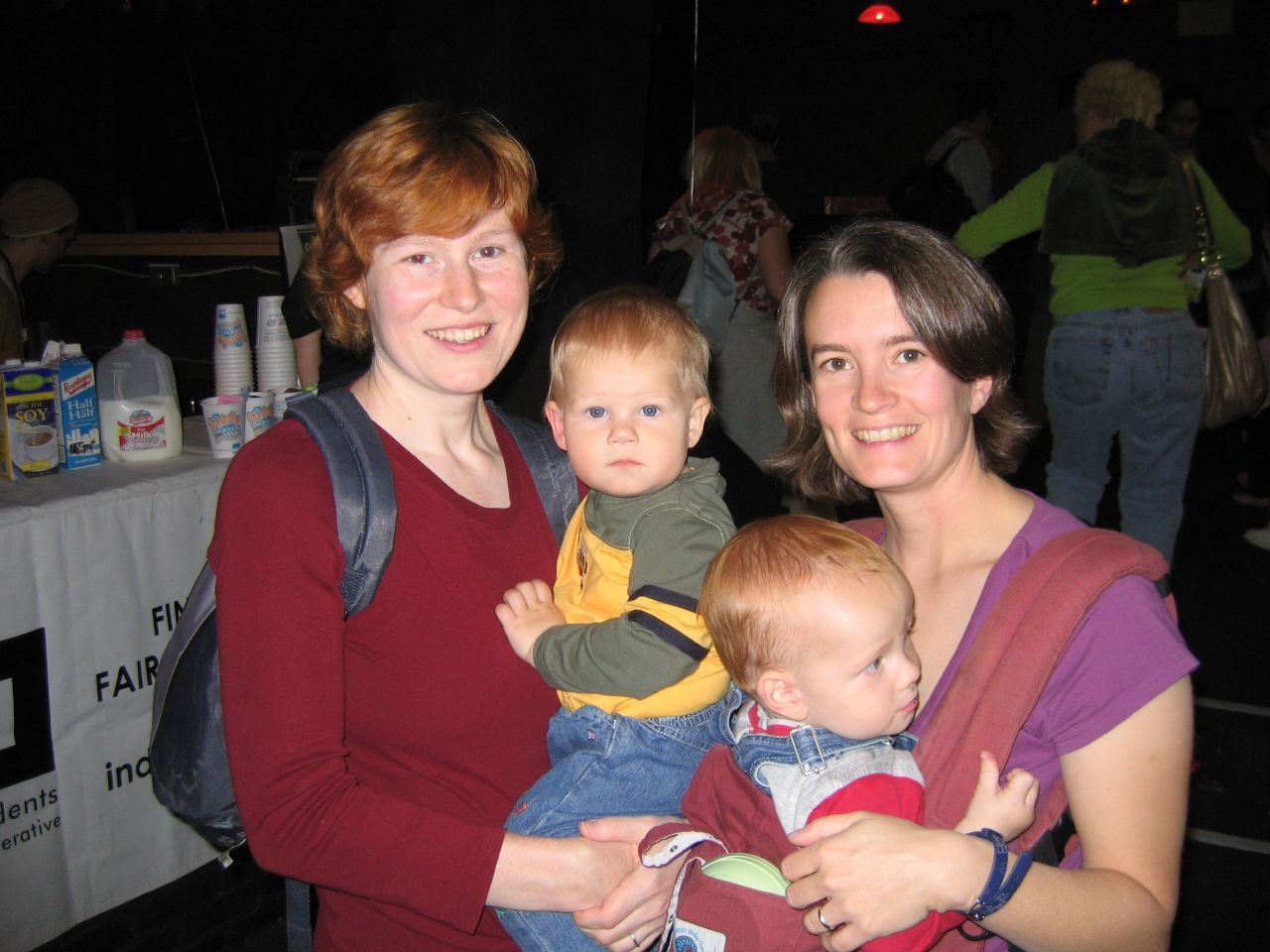
Famille homoparentale.

Dans les sociétés criminalisant l'homosexualité et la transidentité, la parentalité est formellement interdite aux personnes LGBT et l'État peut, dans certains cas, retirer à ces individus la garde de leurs enfants. Le mouvement LGBT revendique donc alors la protection et le respect des droits fondamentaux des parents homosexuels, bisexuels et transgenres.

#### Autorisation des adoptions homoparentales
Dans de nombreux pays, l'adoption reste interdite aux homosexuels vivant en couple, et parfois même aux célibataires. Le mouvement LGBT demande donc l'égalité de traitement entre hétérosexuels et personnes homosexuelles dans ce domaine.

#### Ouverture de la procréation médicalement assistée aux lesbiennes
Dans de nombreux pays, la procréation médicalement assistée (PMA) est interdite aux lesbiennes, qu'elles soient célibataires ou en couple, parfois même mariées. Le mouvement LGBT revendique donc l'ouverture de cette pratique médicale aux lesbiennes et le droit à l'adoption des enfants nés d'une PMA par les coparentes.

#### Légalisation de la gestation pour autrui
Dans quelques pays, le mouvement LGBT revendique la légalisation de la gestation pour autrui (GPA) et/ou son ouverture aux couples de même sexe afin de faciliter l'accès à la parentalité des hommes homosexuels. Cette demande fait cependant débat au sein du mouvement LGBT et les positions diffèrent grandement d'un pays ou d'une région à l'autre.

### Droit à la réassignation sexuelle pour les personnes transgenres
De nombreux pays ne reconnaissent pas la transidentité et traitent les personnes transgenres comme des délinquants ou des malades mentaux. Le mouvement LGBT demande donc le droit à la réassignation sexuelle pour les personnes qui en ressentent le besoin.

## Stratégies mises en place par les mouvements LGBT
Les stratégies mises en place par les mouvements LGBT pour obtenir la reconnaissance de leurs droits fondamentaux varient fortement selon les pays et les époques, même si on peut les rapprocher de ceux utilisés par le mouvement américain des droits civiques. Ces stratégies incluent principalement la non-violence (manifestations, kiss-in, boycotts), le lobbying, le militantisme, le combat politique, l'outing et la médiatisation des cas de discrimination.
À l'échelle mondiale, l’International Lesbian, Gay, Bisexual, Trans and Intersex Association (ILGA) joue un rôle particulier dans la mise en place de stratégies de lutte pour la reconnaissance des droits LGBT et la protection des militants persécutés.

## Opposition aux droits LGBT
Considérant l'homosexualité, la bisexualité et la transidentité comme étant contraires à la nature, à la morale, à la religion, à l'ordre public et/ou à l'intérêt supérieur de l'enfant, et/ou comme étant des maladies, de nombreux mouvements conservateurs ou réactionnaires, considérés comme homophobes, biphobes et transphobes, souvent situés à droite et à l’extrême droite mais pouvant aussi se présenter comme étant de gauche ou d'extrême gauche, s'opposent aux droits LGBT. Ces mouvements, dont certains affirment que « l'égalité n'est pas l'identité », considèrent que les revendications du mouvement LGBT représenteraient un danger pour la société dans la mesure où elles remettraient en cause les normes sociales[réf. nécessaire].
En Hongrie, Viktor Orban annonce un référendum à la suite du lancement d'une procédure d'infraction par la Commission européenne. Il défend la loi qui interdit la « promotion » de l'homosexualité envers les jeunes. Bien qu'elle soit présentée comme un moyen de protéger les enfants, ses opposants estiment que la loi « associe la pédophilie à l’homosexualité et stigmatise la communauté LGBT+ ».
Pour une partie de ces opposants, les demandes de ce qu'ils nomment le « lobby LGBT » s'inscriraient dans un « agenda homosexuel (en) » qui viserait à prendre le contrôle sur la société pour mieux « recruter » de nouveaux membres, en particulier des enfants.
L'homophobie prend également la forme d'une croyance erronée que l'acceptation de l'homosexualité serait un grave danger pour la survie de l'humanité, sous prétexte que deux hommes entre eux ou deux femmes entre elles ne peuvent pas se reproduire de façon naturelle, et que les lobbyistes homosexuels veulent l'extinction de l'espèce humaine. Ces propos se retrouvent ainsi chez plusieurs personnalités politiques tels que le président zimbabwéen Robert Mugabe ou le président iranien Ebrahim Raïssi, qui déclare en 2023 que « L'Occident essaie aujourd'hui de promouvoir l'idée de l'homosexualité, et en la promouvant, ils essaient de mettre fin à l'espèce humaine »,.

### Religions monothéistes

#### Christianisme
Pour l'Église catholique, même si le pape François s'est déclaré en 2020 favorable à titre personnel à « une loi d’union civile » pour les personnes homosexuelles, sur le plan doctrinal les actes homosexuels restent condamnés par le Vatican, qui s'est formellement opposé en 2021 à un projet de loi italien consacré à la lutte contre l'homophobie, jugeant qu'il portait atteinte à la liberté d'expression des catholiques.

## Situation par continents et pays

### Afrique
| Pays                                                                              | Législation sur l'homosexualité                                                                        | Union civile pour les couples homosexuels | Mariage homosexuel                         | Adoption par les couples homosexuels                      | Personnes LGBT autorisées dans l'armée | Interdiction des discriminations liées à l'orientation sexuelle | Législation sur l'identité de genre |
| --------------------------------------------------------------------------------- | --- | ----------------------------------------- | ------------------------------------------ | --------------------------------------------------------- | -------------------------------------- | --------------------------------------------------------------- | ----------------------------------- |
| Afrique du Sud                                                                    | Légale pour les hommes depuis 1998 · (rétroactif depuis 1994) · Légale pour les femmes depuis toujours | Partenariat enregistré depuis 1998        | Légal depuis 2006                          | Légale depuis 2002                                        | Depuis 1998                            | Interdiction de toutes les discriminations                      | Oui                                 |
| Algérie                                                                           | Illégale (Peine : amende, 2 ans de prison ou exécutions d'autodéfense)                                 | Non                                       | Non                                        | Non                                                       | Non                                    | Non                                                             | Non                                 |
| Angola                                                                            | Légale depuis 2019                                                                                     | Non                                       | Non                                        | Non                                                       | Non                                    | Non                                                             | Non                                 |
| Bénin                                                                             | Légale                                                                                                 | Non                                       | Non                                        | Non                                                       | Non                                    | Non                                                             | Non                                 |
| Botswana                                                                          | Légale depuis 2019                                                                                     | Non                                       | Non                                        | Non                                                       | Non                                    | Non                                                             | Non                                 |
| Burkina Faso                                                                      | Légale                                                                                                 | Non                                       | Interdiction constitutionnelle depuis 1991 | Non                                                       | Non                                    | Non                                                             | Non                                 |
| Burundi                                                                           | Illégale (Peine : 3 mois à 2 ans de prison)                                                            | Non                                       | Interdiction constitutionnelle depuis 2005 | Non                                                       | Non                                    | Non                                                             | Non                                 |
| Cameroun                                                                          | Illégale (Peine : amende, 5 ans de prison)                                                             | Non                                       | Non                                        | Non                                                       | Non                                    | Non                                                             | Non                                 |
| Cap-Vert                                                                          | Légale depuis 2004                                                                                     | Non                                       | Non                                        | Non                                                       | Non                                    | Interdiction de toutes les discriminations                      | Non                                 |
| Comores                                                                           | Illégale (Peine : 5 ans de prison)                                                                     | Non                                       | Non                                        | Non                                                       | Non                                    | Non                                                             | Non                                 |
| Côte d'Ivoire                                                                     | Légale                                                                                                 | Non                                       | Non                                        | Non                                                       | Non                                    | Non                                                             | Non                                 |
| Djibouti                                                                          | Légale                                                                                                 | Non                                       | Non                                        | Non                                                       | Non                                    | Non                                                             | Non                                 |
| Égypte                                                                            | Illégale (Peine : amende, 17 ans de prison ou exécutions d'autodéfense)                                | Non                                       | Non                                        | Non                                                       | Non                                    | Non                                                             | Non                                 |
| Érythrée                                                                          | Illégale (Peine : 3 ans de prison, jamais appliquée)                                                   | Non                                       | Non                                        | Non                                                       | Non                                    | Non                                                             | Non                                 |
| Éthiopie                                                                          | Illégale (Peine : 3 ans de prison)                                                                     | Non                                       | Non                                        | Non                                                       | Non                                    | Non                                                             | Non                                 |
| Eswatini                                                                          | Illégale pour les hommes · Légale pour les femmes                                                      | Non                                       | Non                                        | Non                                                       | Non                                    | Non                                                             | Non                                 |
| Gabon                                                                             | Légale depuis 2020,                                                                                    | Non                                       | Non                                        | Non                                                       | Non                                    | Non                                                             | Non                                 |
| Gambie                                                                            | Illégale (Peine : prison à vie)                                                                        | Non                                       | Non                                        | Non                                                       | Non                                    | Non                                                             | Non                                 |
| Ghana                                                                             | Illégale pour les hommes (Peine : 10 ans de prison) · Légale pour les femmes                           | Non                                       | Non                                        | Non                                                       | Non                                    | Non                                                             | Non                                 |
| Guinée                                                                            | Illégale (Peine : de 6 mois à 3 ans de prison)                                                         | Non                                       | Non                                        | Non                                                       | Non                                    | Non                                                             | Non                                 |
| Guinée-Bissau                                                                     | Légale depuis 1993                                                                                     | Non                                       | Non                                        | Non                                                       | Non                                    | Non                                                             | Non                                 |
| Guinée équatoriale                                                                | Légale                                                                                                 | Non                                       | Non                                        | Non                                                       | Non                                    | Non                                                             | Non                                 |
| Kenya                                                                             | Illégale (Peine : 14 ans de prison)                                                                    | Non                                       | Interdiction constitutionnelle depuis 2010 | Non                                                       | Non                                    | Non                                                             | Non                                 |
| Lesotho                                                                           | Légale depuis 2012 pour les hommes, depuis toujours pour les femmes                                    | Non                                       | Non                                        | Non                                                       | Non                                    | Non                                                             | Non                                 |
| Liberia                                                                           | Illégale (Peine : 1 an de prison)                                                                      | Non                                       | Non                                        | Non                                                       | Non                                    | Non                                                             | Non                                 |
| Libye                                                                             | Illégale (Peine : amende, 3 ans de prison)                                                             | Non                                       | Non                                        | Non                                                       | Non                                    | Non                                                             | Non                                 |
| Madagascar                                                                        | Légale                                                                                                 | Non                                       | Non                                        | Non                                                       | Non                                    | Non                                                             | Non                                 |
| Malawi                                                                            | Illégale (Peine : 14 ans de prison, suspendues depuis 2012)                                            | Non                                       | Non                                        | Non                                                       | Non                                    | Non                                                             | Non                                 |
| Mali                                                                              | Illégale (Peine : amende, 2 ans de prison)                                                             | Non                                       | Non                                        | Non                                                       | Non                                    | Non                                                             | Non                                 |
| Maroc                                                                             | Illégale (Peine : 3 ans de prison)                                                                     | Non                                       | Non                                        | Non                                                       | Non                                    | Non                                                             | Non                                 |
| Maurice                                                                           | Légale                                                                                                 | Non                                       | Non                                        | Non                                                       | Non                                    | Interdiction de toutes les discriminations                      | Non                                 |
| Mauritanie                                                                        | Illégale (Peine : Peine de mort, aucune depuis 1987)                                                   | Non                                       | Non                                        | Non                                                       | Non                                    | Non                                                             | Non                                 |
| Mayotte (France d'outre-mer)                                                      | Légale                                                                                                 | Pacte civil de solidarité depuis 1999     | Légal depuis 2013                          | Légale depuis 2008, adoption conjointe légale depuis 2013 | Légale                                 | Interdiction de toutes les discriminations                      |                                     |
| Mozambique                                                                        | Légale depuis 2015                                                                                     | Non                                       | Non                                        | Non                                                       | Non                                    | Interdiction de toutes les discriminations                      | Non                                 |
| Namibie                                                                           | Légale pour les hommes depuis 2024 · Légale pour les femmes                                            | Non                                       | Non                                        | Non                                                       | Non                                    | Non                                                             | Non                                 |
| Niger                                                                             | Légale                                                                                                 | Non                                       | Non                                        | Non                                                       | Non                                    | Non                                                             | Non                                 |
| Nigeria                                                                           | Illégale (Peine : 14 ans de prison, Peine de mort dans les 12 États du Nord ayant adopté la charia)    | Non                                       | Non                                        | Non                                                       | Non                                    | Non                                                             | Non                                 |
| Ouganda                                                                           | Illégale, condamnation à mort possible                                                                 | Non                                       | Interdiction constitutionnelle depuis 2005 | Non                                                       | Non                                    | Non                                                             | Non                                 |
| République centrafricaine                                                         | Légale                                                                                                 | Non                                       | Non                                        | Non                                                       | Non                                    | Non                                                             | Non                                 |
| République démocratique du Congo                                                  | Légale                                                                                                 | Non                                       | Interdiction constitutionnelle depuis 2005 | Non                                                       | Non                                    | Non                                                             | Non                                 |
| République du Congo                                                               | Légale                                                                                                 | Non                                       | Non                                        | Non                                                       | Non                                    | Non                                                             | Non                                 |
| La Réunion (France d'outre-mer)                                                   | Légale depuis 1791                                                                                     | Pacte civil de solidarité depuis 1999     | Légal depuis 2013                          | Légale depuis 2008, adoption conjointe légale depuis 2013 | Légale                                 | Interdiction de toutes les discriminations                      |                                     |
| Rwanda                                                                            | Légale                                                                                                 | Non                                       | Interdiction constitutionnelle depuis 2003 | Non                                                       | Non                                    | Non                                                             | Non                                 |
| Sainte-Hélène, Ascension et Tristan da Cunha (territoire britannique d'outre-mer) | Légale depuis 2001                                                                                     | Non                                       | Non                                        | Non                                                       | Légale depuis 2000                     | Discrimination interdite dans la Constitution                   | Légale depuis 2013                  |
| Sao Tomé-et-Principe                                                              | Légale depuis 2012                                                                                     | Non                                       | Non                                        | Non                                                       | Non                                    | Non                                                             | Non                                 |
| Sénégal                                                                           | Illégale (Peine : 1 à 5 ans de prison)                                                                 | Non                                       | Non                                        | Non                                                       | Non                                    | Non                                                             | Non                                 |
| Seychelles                                                                        | Légale depuis 2016                                                                                     | Non                                       | Non                                        | Non                                                       | Non                                    | Interdictions de toutes les discriminations                     | Non                                 |
| Sierra Leone                                                                      | Illégale pour les hommes (Peine : prison à vie, jamais appliquée) · Légale pour les femmes             | Non                                       | Non                                        | Non                                                       | Non                                    | Non                                                             | Non                                 |
| Somalie                                                                           | Illégale (Peine : 3 ans de prison)                                                                     | Non                                       | Non                                        | Non                                                       | Non                                    | Non                                                             | Non                                 |
| Soudan                                                                            | Illégale (peine : 7 ans de prison)                                                                     | Non                                       | Non                                        | Non                                                       | Non                                    | Non                                                             | Non                                 |
| Soudan du Sud                                                                     | Illégale (Peine : 10 ans de prison)                                                                    | Non                                       | Interdiction constitutionnelle depuis 2011 | Non                                                       | Non                                    | Non                                                             | Non                                 |
| Tanzanie                                                                          | Illégale (Peine : prison à vie)                                                                        | Non                                       | Non                                        | Non                                                       | Non                                    | Non                                                             | Non                                 |
| Tchad                                                                             | Illégale (Peine : amende)                                                                              | Non                                       | Non                                        | Non                                                       | Non                                    | Non                                                             | Non                                 |
| Togo                                                                              | Illégale (Peine : amende, 3 ans de prison)                                                             | Non                                       | Non                                        | Non                                                       | Non                                    | Non                                                             | Non                                 |
| Tunisie                                                                           | Illégale (Peine : amende, 3 ans de prison)                                                             | Non                                       | Non                                        | Non                                                       | Non                                    | Non                                                             | Non                                 |
| Zambie                                                                            | Illégale (Peine : 14 ans de prison)                                                                    | Non                                       | Non                                        | Non                                                       | Non                                    | Non                                                             | Non                                 |
| Zimbabwe                                                                          | Illégale pour les hommes · Légale pour les femmes                                                      | Non                                       | Interdiction constitutionnelle depuis 2013 | Non                                                       | Non                                    | Non                                                             | Non                                 |

### Amérique
En 1977, le Québec a été l'une des premières juridictions au monde à interdire la discrimination basée sur l'orientation sexuelle dans la Charte des droits et libertés de la personne. En 1995, l'Assemblée nationale du Québec vote une loi instituant l'union civile permettant à deux personnes (de même sexe ou de sexe opposé) de s'unir et de bénéficier des mêmes droits qu'un couple marié. À la suite du jugement dans l'affaire Ligue catholique pour les droits de l'homme c. Hendricks, le droit au mariage pour tous sans discrimination basé sur le sexe des partenaires ou leur orientation sexuelle est reconnu.
| Pays                                                                               | Législation sur l'homosexualité                                                                       | Union civile pour les couples homosexuels                                                                                      | Mariage homosexuel | Adoption par les couples homosexuels                                                                                                 | Personnes LGBT autorisées dans l'armée                                                          | Interdiction des discriminations liées à l'orientation sexuelle | Législation sur l'identité de genre                        |
| ---------------------------------------------------------------------------------- | --- | --- | --- | --- | ----------------------------------------------------------------------------------------------- | --------------------------------------------------------------- | ---------------------------------------------------------- |
| Anguilla (territoire britannique d'outre-mer)                                      | Légale depuis 2000                                                                                    | Non | Non | Non | Responsabilité britannique                                                                      | Non                                                             | Non                                                        |
| Antigua-et-Barbuda                                                                 | Légal depuis 2022                                                                                     | Non | Non | Non | Non                                                                                             | Non                                                             | Non                                                        |
| Argentine                                                                          | Légale depuis 1887                                                                                    | Cohabitation enregistrée depuis 2008                                                                                           | Légal depuis 2010 | Légale depuis 2010 | Légale depuis 2009                                                                              | Non/ Selon les Provinces                                        | Légale depuis 2012                                         |
| Aruba (État autonome du royaume des Pays-Bas)                                      | Légale                                                                                                | Unions célébrées aux Pays-Bas reconnues                                                                                        | Mariages célébrés aux Pays-Bas reconnus | Non | Responsabilité néerlandaise                                                                     | Non                                                             | Non                                                        |
| Bahamas                                                                            | Légale depuis 1991                                                                                    | Non | Non | Non | Oui                                                                                             | Non                                                             | Non                                                        |
| Barbade                                                                            | Légale depuis 2022                                                                                    | Non | Non | Non | Non                                                                                             | Non                                                             | Non                                                        |
| Belize                                                                             | Légale depuis 2016 pour les hommes, depuis toujours pour les femmes                                   | Non | Non | Non | Non                                                                                             | Non                                                             | Non                                                        |
| Bermudes (territoire britannique d'outre-mer)                                      | Légale depuis 1994                                                                                    | Légale depuis 2018 | Légal depuis 2018 | Légale depuis 2016 | Responsabilité britannique                                                                      | Interdiction de toutes les discriminations                      | Non                                                        |
| Bolivie                                                                            | Légale                                                                                                | Non | Interdiction constitutionnelle depuis 2009 | Non | Légale depuis 2015                                                                              | Interdiction de toutes les discriminations                      | Oui                                                        |
| Brésil                                                                             | Légale depuis 1831                                                                                    | Union stable depuis 2004 | Légal depuis 2013 | Légale depuis 2010 | Légale depuis 1969                                                                              | Non/ Selon les États                                            | Légale depuis 2009                                         |
| Canada                                                                             | Légale depuis 1969                                                                                    | Common law depuis 2010 | Légal depuis 2005 | Légale depuis 2010 | Légale depuis 1992                                                                              | Interdiction de toutes les discriminations                      | Oui                                                        |
| Chili                                                                              | Légale depuis 1999                                                                                    | Union civile depuis 2015 | Légale depuis 2022 | Légale depuis 2022 | Légale depuis 2012                                                                              | Interdiction de toutes les discriminations                      | Légale depuis 2007                                         |
| Colombie                                                                           | Légale depuis 1981                                                                                    | Union civile depuis 2007 | Légal depuis 2016 | Légale depuis 2015 | Légale depuis 1999                                                                              | Interdiction de toutes les discriminations                      | Légale depuis 2015                                         |
| Costa Rica                                                                         | Légale depuis 1971                                                                                    | Non | Légal depuis 2020 | Non | Pas d'armée                                                                                     | Interdiction de toutes les discriminations                      | Non                                                        |
| Cuba                                                                               | Légale depuis 1979                                                                                    | Non | Légal depuis 2022 | Oui | Oui                                                                                             | Interdiction de certaines discriminations                       | Oui                                                        |
| Curaçao (État autonome du royaume des Pays-Bas)                                    | Légale                                                                                                | Unions célébrées aux Pays-Bas reconnues                                                                                        | Mariages célébrés aux Pays-Bas reconnus | Non | Responsabilité néerlandaise                                                                     | Non                                                             | Non                                                        |
| Dominique                                                                          | Légale depuis 2024                                                                                    | Non | Non | Non | Non                                                                                             | Non                                                             | Non                                                        |
| Équateur                                                                           | Légale depuis 1997                                                                                    | Union civile depuis 2009 | Légal depuis 2019 | Non | Oui                                                                                             | Interdiction de toutes les discriminations                      | Oui                                                        |
| États-Unis                                                                         | Légale depuis 2003                                                                                    | Différentes formes d'unions depuis 2000                                                                                        | Légal depuis 2015 | Légale depuis 2015 | Légale depuis 2011/ Redevenue légale pour les transgenres le 25 janvier 2021                    | Non/ Selon les États                                            | Non/ Selon les États                                       |
| Grenade                                                                            | Illégale pour les hommes (Peine : 10 ans de prison) · Légale pour les femmes                          | Non | Non | Non | Pas d'armée                                                                                     | Non                                                             | Non                                                        |
| Groenland (Pays constitutif du Danemark)                                           | Légale depuis 1933                                                                                    | Partenariat enregistré depuis 1996                                                                                             | Légal depuis 2016 | Légale depuis 2016 | Responsabilité danoise                                                                          | Interdiction de certaines discriminations                       | Non                                                        |
| Guadeloupe (France d'outre-mer)                                                    | Légale depuis 1791                                                                                    | Pacte civil de solidarité depuis 1999                                                                                          | Légal depuis 2013 | Légale depuis 2013 | Responsabilité française                                                                        | Interdiction de toutes les discriminations                      | Avec stérilisation                                         |
| Guatemala                                                                          | Légale depuis 1800                                                                                    | Non | Non | Non | Non                                                                                             | Non                                                             | Non                                                        |
| Guyana                                                                             | Illégale (Peine : prison à vie, jamais appliquée)                                                     | Non | Non | Non | Oui                                                                                             | Non                                                             | Non                                                        |
| Guyane (France d'outre-mer)                                                        | Légale depuis 1791                                                                                    | Pacte civil de solidarité depuis 1999                                                                                          | Légal depuis 2013 | Légale depuis 2013 | Responsabilité française                                                                        | Interdiction de toutes les discriminations                      | Avec stérilisation                                         |
| Haïti                                                                              | Légale depuis 1986                                                                                    | Non | Non | Non | Pas d'armée                                                                                     | Non                                                             | Non                                                        |
| Honduras                                                                           | Légale depuis 1899                                                                                    | Non | Interdiction constitutionnelle depuis 2005 | Non | Non                                                                                             | Interdiction de certaines discriminations                       | Oui                                                        |
| Îles Caïmans (territoire britannique d'outre-mer)                                  | Légale depuis 2000                                                                                    | Non | Légal depuis 2019 | Légale depuis 2019 | Responsabilité britannique                                                                      | Non                                                             | Non                                                        |
| Îles Malouines (territoire britannique d'outre-mer)                                | Légale depuis 1989                                                                                    | Non | Non | Non | Responsabilité britannique                                                                      | Interdiction de toutes les discriminations                      | Non                                                        |
| Îles Turques-et-Caïques (territoire britannique d'outre-mer)                       | Légale depuis 2000                                                                                    | Non | Interdiction constitutionnelle depuis 2011 | Non | Responsabilité britannique                                                                      | Interdiction de toutes les discriminations                      | Non                                                        |
| Îles Vierges américaines (territoire non incorporé des États-Unis)                 | Légale depuis 1985                                                                                    | Union civile depuis 2015 | Légal depuis 2015 | Légale depuis 2015 | Responsabilité américaine                                                                       | Interdiction de certaines discriminations                       | Oui                                                        |
| Îles Vierges britanniques (territoire britannique d'outre-mer)                     | Légale depuis 2000                                                                                    | Non | Non | Non | Responsabilité britannique                                                                      | Interdiction de toutes les discriminations                      | Non                                                        |
| Jamaïque                                                                           | Illégale pour les hommes (Peine : 10 ans de travail forcé, jamais appliquée) · Légale pour les femmes | Non | Non | Non | Non                                                                                             | Non                                                             | Non                                                        |
| Martinique (France d'outre-mer)                                                    | Légale depuis 1791                                                                                    | Pacte civil de solidarité depuis 1999                                                                                          | Légal depuis 2013 | Légale depuis 2013 | Responsabilité française                                                                        | Interdiction de toutes les discriminations                      | Avec stérilisation                                         |
| Mexique                                                                            | Légale depuis 1871                                                                                    | Non/ Union civile dans le District fédéral de Mexico (2007), Coahuila (2007), Colima (2013), Jalisco (2013) et Campeche (2013) | Non/ Légal dans 17 États : District fédéral de Mexico (2010), Quintana Roo (2012), Coahuila (2014), Chihuahua (2015), Nayarit (2015), Campeche (2016), Colima (2016), Jalisco (2016), Michoacán (2016), Morelos (2016), Chiapas (2017), Basse-Californie (2017), Puebla (2017), Basse-Californie du Sud (2019), Nuevo León (2019), Aguascalientes (2019), Hidalgo (2019), San Luis Potosí (2019) | Non/ Légale depuis 2010 dans le District fédéral de Mexico, 2014 dans l'État de Coahuila, 2016 dans les États de Colima et Michoacán | Non/ Aucune interdiction, mais plusieurs cas de refus de voir des gays servir l'armée mexicaine | Interdiction de toutes les discriminations                      | Non/ Légale depuis 2008 dans le District fédéral de Mexico |
| Montserrat (territoire britannique d'outre-mer)                                    | Légale depuis 2000                                                                                    | Non | Interdiction constitutionnelle depuis 2010 | Non | Responsabilité britannique                                                                      | Interdiction de toutes les discriminations                      | Non                                                        |
| Nicaragua                                                                          | Légale depuis 2008                                                                                    | Non | Non | Non | Non                                                                                             | Interdiction de certaines discriminations                       | Non                                                        |
| Panama                                                                             | Légale depuis 2008                                                                                    | Non | Non | Non | Pas d'armée                                                                                     | Non                                                             | Légale depuis 2006                                         |
| Paraguay                                                                           | Légale depuis 1880                                                                                    | Interdiction constitutionnelle depuis 1992                                                                                     | Interdiction constitutionnelle depuis 1992 | Non | Oui                                                                                             | Non                                                             | Non                                                        |
| Pays-Bas caribéens (Municipalités à caractère particulier du royaume des Pays-Bas) | Légale                                                                                                | Oui | Légal depuis 2012 | Oui | Responsabilité néerlandaise                                                                     | Interdiction de toutes les discriminations                      | Oui                                                        |
| Pérou                                                                              | Légale depuis 1836-1837                                                                               | Non | Non | Non | Légale depuis 2009                                                                              | Interdiction de toutes les discriminations                      | Oui                                                        |
| Porto Rico (territoire non incorporé des États-Unis)                               | Légale depuis 2003                                                                                    | Union civile depuis 2015 | Légal depuis 2015 | Légale depuis 2015 | Responsabilité américaine                                                                       | Interdiction de certaines discriminations                       | Oui                                                        |
| République dominicaine                                                             | Légale depuis 1822                                                                                    | Non | Interdiction constitutionnelle depuis 2010 | Non | Non                                                                                             | Non                                                             | Non                                                        |
| Saint-Barthélemy (France d'outre-mer)                                              | Légale depuis 1791                                                                                    | Pacte civil de solidarité depuis 1999                                                                                          | Légal depuis 2013 | Légale depuis 2013 | Responsabilité française                                                                        | Interdiction de toutes les discriminations                      | Avec stérilisation                                         |
| Saint-Christophe-et-Niévès                                                         | Légale pour les hommes depuis 2022 · Légale pour les femmes                                           | Non | Non | Non | Non                                                                                             | Non                                                             | Non                                                        |
| Saint-Martin (France d'outre-mer)                                                  | Légale depuis 1791                                                                                    | Pacte civil de solidarité depuis 1999                                                                                          | Légal depuis 2013 | Légale depuis 2013 | Responsabilité française                                                                        | Interdiction de toutes les discriminations                      | Avec stérilisation                                         |
| Saint-Martin (État autonome du royaume des Pays-Bas)                               | Légale                                                                                                | Unions célébrées aux Pays-Bas reconnues                                                                                        | Mariages célébrés aux Pays-Bas reconnus | Non | Responsabilité néerlandaise                                                                     | Non                                                             | Non                                                        |
| Saint-Pierre-et-Miquelon (France d'outre-mer)                                      | Légale depuis 1791                                                                                    | Pacte civil de solidarité depuis 1999                                                                                          | Légal depuis 2013 | Légale depuis 2013 | Responsabilité française                                                                        | Interdiction de toutes les discriminations                      | Avec stérilisation                                         |
| Saint-Vincent-et-les-Grenadines                                                    | Illégale (Peine : amende, 10 ans de prison)                                                           | Non | Non | Non | Pas d'armée                                                                                     | Non                                                             | Non                                                        |
| Sainte-Lucie                                                                       | Illégale pour les hommes (Peine : amende, 10 ans de prison) · Légale pour les femmes                  | Non | Non | Non | Pas d'armée                                                                                     | Non                                                             | Non                                                        |
| Salvador                                                                           | Légale depuis 1800                                                                                    | Non | Non | Non | Oui                                                                                             | Interdiction de toutes les discriminations                      | Non                                                        |
| Suriname                                                                           | Légale depuis 1869                                                                                    | Non | Non | Non | Non                                                                                             | Interdiction de toutes les discriminations                      | Non                                                        |
| Trinité-et-Tobago                                                                  | Illégale (Peine : 5 ans de prison)                                                                    | Non | Non | Non | Non                                                                                             | Non                                                             | Non                                                        |
| Uruguay                                                                            | Légale depuis 1934                                                                                    | Union civile depuis 2008 | Légal depuis 2013 | Légale depuis 2009 | Légale depuis 2009                                                                              | Interdiction de toutes les discriminations                      | Légale depuis 2009                                         |
| Venezuela                                                                          | Légale depuis 1997                                                                                    | Non | Interdiction constitutionnelle depuis 1999 | Non | Légale depuis 1999                                                                              | Interdiction de certaines discriminations                       | Non                                                        |

### Asie
| Pays                                                | Législation sur l'homosexualité | Union civile pour les couples homosexuels                                                                     | Mariage homosexuel                                                         | Adoption par les couples homosexuels | Personnes LGBT autorisées dans l'armée | Interdiction des discriminations liées à l'orientation sexuelle | Législation sur l'identité de genre                                  |
| --------------------------------------------------- | --- | --- | -------------------------------------------------------------------------- | ------------------------------------ | -------------------------------------- | --------------------------------------------------------------- | -------------------------------------------------------------------- |
| Afghanistan                                         | Illégale (Peine : peine de mort, appliquée depuis le 15 août 2021, remise en place du régime Taliban)                                   | Non | Non                                                                        | Non                                  | Non                                    | Non                                                             | Non                                                                  |
| Arabie saoudite                                     | Illégale (Peine : prison à vie, peine de mort)                                                                                          | Non | Non                                                                        | Non                                  | Non                                    | Non                                                             | Non                                                                  |
| Bahreïn                                             | Légale depuis 1976 | Non | Non                                                                        | Non                                  | Non                                    | Non                                                             | Non                                                                  |
| Bangladesh                                          | Illégale (Peine : 10 ans de prison, prison à vie)                                                                                       | Non | Non                                                                        | Non                                  | Non                                    | Non                                                             | Oui                                                                  |
| Bhoutan                                             | Légale depuis 2021 | Non | Non                                                                        | Non                                  | Non                                    | Non                                                             | Non                                                                  |
| Brunei                                              | Illégale (Peine : amende, 10 ans de prison, peine de mort par lapidation)                                                               | Non | Non                                                                        | Non                                  | Non                                    | Non                                                             | Non                                                                  |
| Birmanie                                            | Illégale (Peine : prison à vie, jamais appliquée)                                                                                       | Non | Non                                                                        | Non                                  | Non                                    | Non                                                             | Non                                                                  |
| Cambodge                                            | Légale (aucune loi contre l'homosexualité n'a jamais existé)                                                                            | Non | Interdiction constitutionnelle depuis 1993, mariages à l'étranger reconnus | Non                                  | Oui                                    | Non                                                             | Non                                                                  |
| Chine                                               | Légale depuis 1997 | Non | Non                                                                        | Non                                  | Oui                                    | Non                                                             | Oui                                                                  |
| Corée du Nord                                       | Légale (aucune loi contre l'homosexualité n'a jamais existé)                                                                            | Non | Non                                                                        | Non                                  | Non                                    | Non                                                             | Non                                                                  |
| Corée du Sud                                        | Légale (aucune loi contre l'homosexualité n'a jamais existé)                                                                            | Non | Non                                                                        | Non                                  | Non                                    | Non                                                             | Légale depuis 2006                                                   |
| Émirats arabes unis                                 | Illégale (Peine : déportation, amende, 10 à 14 ans de prison)                                                                           | Non | Non                                                                        | Non                                  | Non                                    | Non                                                             | Non                                                                  |
| Hong Kong (Région administrative spéciale de Chine) | Légale depuis 1991 | Non | Non                                                                        | Non                                  | Responsabilité chinoise                | Interdiction de toutes les discriminations,                     | Oui                                                                  |
| Inde                                                | Légale depuis 2018 | Oui | Non                                                                        | Non                                  | Non                                    | Oui                                                             | Légale depuis 2014                                                   |
| Indonésie                                           | Légale · Illégale pour les musulmans dans la province d'Aceh (peine : 100 coups de fouet, 100 mois de prison)                           | Non | Non                                                                        | Non                                  | Non                                    | Non                                                             | Oui                                                                  |
| Irak                                                | Illégale (Peine : 15 ans de prison) | Non | Non                                                                        | Non                                  | Non                                    | Non                                                             | Non                                                                  |
| Iran                                                | Illégale (Peine : 74 coups de fouet, peine de mort)                                                                                     | Non | Non                                                                        | Non                                  | Non                                    | Non                                                             | Oui                                                                  |
| Israël                                              | Légale depuis 1988 | Cohabitation enregistrée depuis 1994                                                                          | Non/ Mariages à l'Étranger reconnus                                        | Légale depuis 2008                   | Légale depuis 1993                     | Interdiction de certaines discriminations                       | Oui                                                                  |
| Japon                                               | Légale depuis 1880 | Non/ Partenariat enregistré à Setagaya et Shibuya depuis 2015                                                 | Non                                                                        | Non                                  | Oui                                    | Non/ Selon les villes                                           | Oui                                                                  |
| Jordanie                                            | Légale depuis 1951 | Non | Non                                                                        | Non                                  | Non                                    | Non                                                             | Non                                                                  |
| Kazakhstan                                          | Légale depuis 1998 | Non | Non                                                                        | Non                                  | Non                                    | Non                                                             | Non                                                                  |
| Kirghizistan                                        | Légale depuis 1998 | Non | Non                                                                        | Non                                  | Non                                    | Non                                                             | Non                                                                  |
| Koweït                                              | Illégale pour les hommes (Peine : amende, 6 ans de prison) · Légale pour les femmes                                                     | Non | Non                                                                        | Non                                  | Non                                    | Non                                                             | Non                                                                  |
| Laos                                                | Légale (aucune loi contre l'homosexualité n'a jamais existé)                                                                            | Non | Non                                                                        | Non                                  | Non                                    | Non                                                             | Non                                                                  |
| Liban                                               | Légale depuis 2014 | Non | Non                                                                        | Non                                  | Oui                                    | Non                                                             | Légale depuis 2016, changement légal du sexe sur la carte d'identité |
| Macao (Région administrative spéciale de Chine)     | Légale (aucune loi contre l'homosexualité n'a jamais existé)                                                                            | Non | Non                                                                        | Non                                  | Responsabilité chinoise                | Interdiction de certaines discriminations                       | Non                                                                  |
| Malaisie                                            | Illégale pour les hommes et les femmes musulmanes (peine : amende, 2 à 20 ans de prison, coups de fouet) ·                              | Non | Non                                                                        | Non                                  | Non                                    | Non                                                             | Non                                                                  |
| Maldives                                            | Illégale (Peine : 9 mois à 1 an de prison)                                                                                              | Non | Non                                                                        | Non                                  | Non                                    | Non                                                             | Non                                                                  |
| Mongolie                                            | Légale depuis 1961 | Non | Non                                                                        | Non                                  | Oui                                    | Non                                                             | Non                                                                  |
| Népal                                               | Légale depuis 2007 | Non | Oui, il est validé depuis 2023.                                            | Non                                  | Oui                                    | Interdiction de toutes les discriminations                      | Légale depuis 2007                                                   |
| Oman                                                | Illégale (Peine : amende, 3 ans de prison)                                                                                              | Non | Non                                                                        | Non                                  | Non                                    | Non                                                             | Non                                                                  |
| Ouzbékistan                                         | Illégale pour les hommes (Peine : 3 ans de prison) · Légale pour les femmes                                                             | Non | Non                                                                        | Non                                  | Non                                    | Non                                                             | Non                                                                  |
| Pakistan                                            | Illégale (Peine : 2 ans de prison à peine de mort)                                                                                      | Non | Non                                                                        | Non                                  | Non                                    | Non                                                             | Légale depuis 2010                                                   |
| Palestine                                           | • Cisjordanie : · Légale depuis 1951 · • Bande de Gaza : · Illégale pour les hommes (Peine : 10 ans de prison) · Légale pour les femmes | Non | Non                                                                        | Non                                  | Non                                    | Non                                                             | Non                                                                  |
| Philippines                                         | Légale depuis 1933 · Illégale pour les musulmans dans la ville de Marawi (Peine : amende)                                               | Non | Non                                                                        | Non                                  | Légale depuis 2009                     | Non/ Selon les villes                                           | Non                                                                  |
| Qatar                                               | Illégale (Peine : amende, 7 ans de prison, peine de mort)                                                                               | Non | Non                                                                        | Non                                  | Non                                    | Non                                                             | Non                                                                  |
| Singapour                                           | Légal pour les hommes depuis 2022 · Légale pour les femmes depuis 2007                                                                  | Non | Non                                                                        | Non                                  | Oui                                    | Non                                                             | Oui                                                                  |
| Sri Lanka                                           | Illégale (Peine : amende, 10 ans de prison, jamais appliquée)                                                                           | Non | Non                                                                        | Non                                  | Non                                    | Interdiction de toutes les discriminations                      | Non                                                                  |
| Syrie                                               | Illégale (Peine : 3 ans de prison) | Non | Non                                                                        | Non                                  | Non                                    | Non                                                             | Oui                                                                  |
| Tadjikistan                                         | Légale depuis 1998 | Non | Non                                                                        | Non                                  | Non                                    | Non                                                             | Non                                                                  |
| Taïwan                                              | Légale depuis 1895 | Non/ Partenariat enregistré à Kaohsiung, Taichung et Taipei depuis 2015, Nouveau Taipei et Taïnan depuis 2016 | Légal depuis 2019                                                          | Légale depuis 2023                   | Légale depuis 2002                     | Interdiction de certaines discriminations                       | Oui                                                                  |
| Thaïlande                                           | Légale depuis 1956 | Non | Légal depuis 2025                                                          | Légale depuis 2025                   | Légale depuis 2005                     | Interdiction de toutes les discriminations                      | Oui                                                                  |
| Timor oriental                                      | Légale depuis 1975 | Non | Non                                                                        | Non                                  | Non                                    | Interdiction de certaines discriminations                       | Non                                                                  |
| Turkménistan                                        | Illégale pour les hommes (Peine : 2 ans de prison) · Légale pour les femmes                                                             | Non | Non                                                                        | Non                                  | Non                                    | Non                                                             | Non                                                                  |
| Viêt Nam                                            | Légale (aucune loi contre l'homosexualité n'a jamais existé)                                                                            | Non | Non                                                                        | Non                                  | Non                                    | Non                                                             | Oui                                                                  |
| Yémen                                               | Illégale (Peine : 100 coups de fouet, 1 à 7 ans de prison, peine de mort)                                                               | Non | Non                                                                        | Non                                  | Non                                    | Non                                                             | Non                                                                  |

### Europe
Depuis le 27 janvier 2014, l'Europe est le seul continent où l'homosexualité est entièrement dépénalisée. La majorité des États européens doivent au minimum respecter les standards du Conseil de l'Europe en matière de droits humains.
| Pays                                                         | Législation sur l'homosexualité | Union civile pour les couples homosexuels          | Mariage homosexuel                                                                                       | Adoption par les couples homosexuels                                                                          | Personnes LGBT autorisées dans l'armée                                                                                         | Interdiction des discriminations liées à l'orientation sexuelle                                                        | Législation sur l'identité de genre                             |
| ------------------------------------------------------------ | --- | -------------------------------------------------- | --- | --- | --- | --- | --------------------------------------------------------------- |
| Akrotiri et Dhekelia (Base militaire souveraine britannique) | Légale depuis 2000 | Non                                                | Légal depuis 2014                                                                                        | Non | Oui Responsabilité britannique                                                                                                 | Interdiction de certaines discriminations                                                                              | Non                                                             |
| Albanie                                                      | Légale depuis 1995. Majorité sexuelle unique depuis 2001 | Non                                                | Non | Non | Légale | Interdiction de toutes les discriminations                                                                             | Non                                                             |
| Allemagne                                                    | Légale depuis 1968 en RDA et 1969 en RFA, majorité sexuelle égale depuis 1994                                                                                        | Partenariat enregistré depuis 2001                 | Légal depuis 2017                                                                                        | Légale depuis 2017                                                                                            | Oui | Interdiction de toutes les discriminations                                                                             | Oui                                                             |
| Andorre                                                      | Légale depuis 1990 | Union stable depuis 2005, Union civile depuis 2014 | Légal depuis 2023                                                                                        | Légale depuis 2014                                                                                            | Pas d'armée | Interdiction de toutes discriminations                                                                                 | Non                                                             |
| Arménie                                                      | Légale depuis 2003 | Non                                                | Non | Non | Non/ Pas interdit dans les textes, mais il existe de nombreux cas de militaires renvoyés au motif de leur orientation sexuelle | Non | Non                                                             |
| Autriche                                                     | Légale depuis 1971, majorité sexuelle égale depuis 2002 | Partenariat enregistré depuis 2010                 | Légal depuis 2019                                                                                        | Légale depuis 2016                                                                                            | Oui | Interdiction de toutes les discriminations                                                                             | Oui                                                             |
| Azerbaïdjan                                                  | Légale depuis 2000 | Non                                                | Non | Non | Oui | Non | Avec stérilisation                                              |
| Belgique                                                     | Légale depuis 1793 (majorité sexuelle inégale entre 1965 et 1985) | Cohabitation statutaire depuis 2000                | Légal depuis 2003                                                                                        | Légale depuis 2006                                                                                            | Oui | Interdiction de toutes les discriminations                                                                             | Oui                                                             |
| Biélorussie                                                  | Légale depuis 1994 | Non                                                | Interdiction constitutionnelle depuis 1994                                                               | Non | Non/ Bannis du service militaire, mais acceptés en temps de guerre                                                             | L'expression des droits LGBT considérée comme du terrorisme                                                            | Oui                                                             |
| Bosnie-Herzégovine                                           | Légale depuis 1998 en fédération de Bosnie-et-Herzégovine, 2000 en république serbe de Bosnie et 2001 dans le district de Brčko                                      | Non                                                | Non | Non | Oui | Interdiction de certaines discriminations                                                                              | Non                                                             |
| Bulgarie                                                     | Légale depuis 1968 | Non                                                | Interdiction constitutionnelle depuis 1991                                                               | Non | Oui | Interdiction de toutes les discriminations                                                                             | Avec stérilisation                                              |
| Chypre                                                       | Légale depuis 1998 | Cohabitation civile depuis 2015                    | Non | Non | Bannis du service militaire | Interdiction de toutes les discriminations                                                                             | Oui                                                             |
| Chypre du Nord                                               | Légale depuis 2014 | Non                                                | Non | Non | Non | Interdiction de toutes les discriminations                                                                             | Légale depuis 2014                                              |
| Croatie                                                      | Légale depuis 1977 (majorité sexuelle inégale jusqu'en 1998) | Partenariat de vie depuis 2014                     | Interdiction constitutionnelle depuis 2013                                                               | Responsabilité parentale reconnue depuis 2014; Adoption reconnue par Cour constitutionnelle depuis 2020       | Oui | Interdiction de toutes les discriminations                                                                             | Oui                                                             |
| Danemark                                                     | Légale depuis 1933 (majorité sexuelle inégale jusqu'en 1976) | Partenariat enregistré de 1989 à 2012              | Légal depuis 2012                                                                                        | Légale depuis 2010                                                                                            | Oui | Interdiction de certaines discriminations                                                                              | Oui                                                             |
| Espagne                                                      | Légale depuis 1979 | Cohabitation enregistrée depuis 1994               | Légal depuis 2005                                                                                        | Légale depuis 2005                                                                                            | Oui | Interdiction de toutes les discriminations                                                                             | Légal depuis 2007                                               |
| Estonie                                                      | Légale depuis 1992 | Accord de cohabitation à partir de 2016            | Il est validé par le gouvernement en 2023 ; les couples de même sexe pourront se marier dès janvier 2024 | Adoption par le beau-parent à partir de 2016                                                                  | Oui | Interdiction de toutes les discriminations                                                                             | Oui                                                             |
| Îles Féroé (Pays constitutif du Danemark)                    | Légale depuis 1933 | Non                                                | Légal depuis 2017                                                                                        | Légale depuis 2017                                                                                            | Oui Responsabilité danoise | Interdiction de certaines discriminations                                                                              | Non                                                             |
| Finlande                                                     | Légale depuis 1971 | Partenariat enregistré depuis 2002                 | Légal depuis 2017                                                                                        | Légale depuis 2017                                                                                            | Oui | Interdiction de toutes les discriminations                                                                             | Avec stérilisation                                              |
| France                                                       | Légale depuis 1791 (majorité sexuelle inégale entre 1942 et 1982) | Pacte civil de solidarité depuis 1999              | Légal depuis 2013                                                                                        | Légale depuis 2008, adoption conjointe légale depuis 2013                                                     | Oui | Interdiction de toutes les discriminations                                                                             | Sans stérilisation                                              |
| Géorgie                                                      | Légale depuis 2000 | Non                                                | Non | Non | Non | Interdiction de toutes les discriminations                                                                             | Avec stérilisation                                              |
| Gibraltar (territoire britannique d'outre-mer)               | Légale depuis 1993 | Partenariat civil depuis 2014                      | Légal depuis 2016                                                                                        | Légale depuis 2014                                                                                            | Oui Responsabilité britannique                                                                                                 | Interdiction de certaines discriminations                                                                              | Non                                                             |
| Grèce                                                        | Légale depuis 1951 (majorité sexuelle inégale jusqu'en 2015) | Partenariat civil depuis 2015                      | Oui depuis 2024.                                                                                         | Oui depuis 2024.                                                                                              | Oui | Interdiction de toutes les discriminations                                                                             | Avec stérilisation                                              |
| Guernesey (Dépendance de la Couronne Britannique)            | Légale depuis 1983 | Non                                                | Légal depuis 2017                                                                                        | Légale depuis 2017                                                                                            | Oui Responsabilité britannique                                                                                                 | Interdiction de certaines discriminations                                                                              | Oui Légale depuis 2007                                          |
| Hongrie                                                      | Légale depuis 1962 (majorité sexuelle inégale jusqu'en 2002) | Partenariat enregistré depuis 2009                 | Interdiction constitutionnelle depuis 2012                                                               | Non | Oui | Interdiction de toutes les discriminations mais interdiction de la « propragande LGBT » auprès des mineurs depuis 2021 | Non                                                             |
| Irlande                                                      | Légale depuis 1993 | Partenariat civil depuis 2011                      | Légal depuis 2015                                                                                        | Légale depuis 2015                                                                                            | Oui | Interdiction de toutes les discriminations                                                                             | Légale depuis 2015                                              |
| Islande                                                      | Légale depuis 1940 | Partenariat enregistré depuis 1996                 | Légal depuis 2010                                                                                        | Légale depuis 2006                                                                                            | Pas d'armée | Interdiction de toutes les discriminations                                                                             | Oui                                                             |
| Italie                                                       | Légale depuis 1890 | Union civile depuis 2016                           | Non | Adoption par le beau-parent à partir de 2016                                                                  | Oui | Interdiction de certaines discriminations                                                                              | Légale depuis 1982                                              |
| Jersey (Dépendance de la Couronne Britannique)               | Légale depuis 1990 | Partenariat civil depuis 2012                      | Légal depuis 2018                                                                                        | Légale depuis 2012                                                                                            | Oui Responsabilité britannique                                                                                                 | Interdiction de toutes les discriminations                                                                             | Oui Légale depuis 2010                                          |
| Kosovo                                                       | Légale depuis 1994 | Non                                                | Non | Non | Oui | Interdiction de toutes les discriminations                                                                             | Oui                                                             |
| Lettonie                                                     | Légale depuis 1992 (majorité sexuelle inégale jusqu'en 1998) | Union civile depuis 2024                           | Interdiction constitutionnelle depuis 2006                                                               | Non | Oui | Interdiction de certaines discriminations                                                                              | Oui                                                             |
| Liechtenstein                                                | Légale depuis 1989 | Partenariat enregistré depuis 2011                 | Non | Non | Pas d'armée | Non | Non                                                             |
| Lituanie                                                     | Légale depuis 1993 (majorité sexuelle inégale jusqu'en 2004) | Non                                                | Interdiction constitutionnelle depuis 1992                                                               | Non | Oui | Interdiction de toutes les discriminations                                                                             | Légale depuis 2003                                              |
| Luxembourg                                                   | Légale depuis 1795 | Partenariat enregistré depuis 2004                 | Légal depuis 2015                                                                                        | Légale depuis 2015                                                                                            | Oui | Interdiction de toutes les discriminations                                                                             | Avec stérilisation                                              |
| Macédoine du Nord                                            | Légale depuis 1996 | Non                                                | Non | Non | Oui | Non | Non                                                             |
| Malte                                                        | Légale depuis 1973 | Union civile depuis 2014                           | Légal depuis 2017                                                                                        | Légale depuis 2014                                                                                            | Oui | Interdiction de toutes les discriminations                                                                             | Légale depuis 2015                                              |
| Île de Man (Dépendance de la Couronne Britannique)           | Légale depuis 1992 | Partenariat civil depuis 2011                      | Légal depuis 2016                                                                                        | Légale depuis 2011                                                                                            | Oui Responsabilité britannique                                                                                                 | Interdiction de toutes les discriminations                                                                             | Oui                                                             |
| Moldavie                                                     | Légale depuis 1995 | Non                                                | Interdiction constitutionnelle depuis 1994                                                               | Non | Oui | Non | Avec stérilisation                                              |
| Monaco                                                       | Légale depuis 1793 | Non                                                | Non | Non | Responsabilité française | Interdiction de certaines discriminations                                                                              | Oui                                                             |
| Monténégro                                                   | Légale depuis 1977 | Partenariat civil depuis 2020                      | Interdiction constitutionnelle depuis 2007                                                               | Non | Oui | Interdiction de toutes les discriminations                                                                             | Avec stérilisation                                              |
| Norvège                                                      | Légale depuis 1972 | Partenariat enregistré de 1993 à 2009              | Légal depuis 2009                                                                                        | Légale depuis 2009                                                                                            | Oui | Interdiction de toutes les discriminations                                                                             | Oui                                                             |
| Pays-Bas                                                     | Légale depuis 1811 (majorité sexuelle inégale entre 1911 et 1971) | Partenariat enregistré depuis 1998                 | Légal depuis 2001                                                                                        | Légale depuis 2001                                                                                            | Oui | Interdiction de toutes les discriminations                                                                             | Oui                                                             |
| Pologne                                                      | Légale (aucune loi contre l'homosexualité n'a jamais existé) | Non                                                | Interdiction constitutionnelle depuis 1997                                                               | Non | Oui | Interdiction de certaines discriminations                                                                              | Oui                                                             |
| Portugal                                                     | Légale depuis 1983 | Cohabitation enregistrée depuis 2001               | Légal depuis 2010                                                                                        | Légale depuis 2016                                                                                            | Oui | Interdiction de toutes les discriminations                                                                             | Oui                                                             |
| Roumanie                                                     | Légale depuis 1996 | Non                                                | Non | Non | Oui | Interdiction de toutes les discriminations                                                                             | Oui                                                             |
| Royaume-Uni                                                  | Légale depuis 1967 en Angleterre et au pays de Galles, 1981 en Écosse et 1982 en Irlande du Nord                                                                     | Partenariat civil depuis 2005                      | Légal en Angleterre, au pays de Galles et en Écosse depuis 2014 et depuis 2019 en Irlande du Nord        | Légal en Angleterre et au pays de Galles depuis 2005, en Écosse depuis 2009 et en Irlande du Nord depuis 2013 | Oui | Interdiction de toutes les discriminations                                                                             | Oui                                                             |
| Russie                                                       | Légale depuis 1993 | Non                                                | Non | Non | Oui | Interdiction de la « propagande LGBT » auprès de mineurs                                                               | Pas de reconnaissance de droits y compris familiaux depuis 2023 |
| Saint-Marin                                                  | Légale depuis 1865 | Cohabitation enregistrée depuis 2012               | Non | Non | Oui | Interdiction de toutes les discriminations                                                                             | Non                                                             |
| Serbie                                                       | Légale depuis 1981 en Voïvodine et depuis 1994 nationalement | Non                                                | Interdiction constitutionnelle depuis 2006                                                               | Non | Oui | Interdiction de toutes les discriminations                                                                             | Légale depuis 2007                                              |
| Slovaquie                                                    | Légale depuis 1962 (majorité sexuelle inégale jusqu'en 1990) | Non                                                | Interdiction constitutionnelle depuis 2014                                                               | Non | Oui | Interdiction de toutes les discriminations                                                                             | Avec stérilisation                                              |
| Slovénie                                                     | Légale depuis 1977 | Partenariat enregistré depuis 2006                 | Légal depuis 2022                                                                                        | Légale depuis 2005                                                                                            | Oui | Interdiction de toutes les discriminations                                                                             | Oui                                                             |
| Suède                                                        | Légale depuis 1944 (majorité sexuelle inégale jusqu'en 1978) | Partenariat enregistré de 1995 à 2009              | Légal depuis 2009                                                                                        | Légale depuis 2003                                                                                            | Oui | Interdiction de toutes les discriminations                                                                             | Oui                                                             |
| Suisse                                                       | Légale depuis 1942 (national). · Légale depuis 1798 pour les cantons de Genève, de Vaud, du Valais et du Tessin. Majorité sexuelle inégale jusqu'en 1992 (national). | Partenariat enregistré depuis 2007                 | Légal depuis le 1er juillet 2022                                                                         | Légal depuis le 1er juillet 2022                                                                              | Oui | Interdiction de toutes les discriminations                                                                             | Oui                                                             |
| Tchéquie                                                     | Légale depuis 1962 (majorité sexuelle inégale jusqu'en 1990) | Partenariat enregistré depuis 2006                 | Non | Non | Oui | Interdiction de toutes les discriminations                                                                             | Avec stérilisation                                              |
| Turquie                                                      | Légale depuis 1858 | Non                                                | Non | Non | Non | Non | Avec stérilisation                                              |
| Ukraine                                                      | Légale depuis 1991 | Non                                                | Interdiction constitutionnelle depuis 1996                                                               | Non | Non/ Selon les commissions régionales                                                                                          | Non | Avec stérilisation                                              |
| Vatican                                                      | Légale depuis 1890 | Non                                                | Non | Non | Pas d'armée | Non | Non                                                             |

### Océanie
| Pays                                                             | Législation sur l'homosexualité | Union civile pour les couples homosexuels                       | Mariage homosexuel                         | Adoption par les couples homosexuels                                                                 | Personnes LGBT autorisées dans l'armée | Interdiction des discriminations liées à l'orientation sexuelle | Législation sur l'identité de genre                                                                |
| ---------------------------------------------------------------- | --- | --------------------------------------------------------------- | ------------------------------------------ | --- | -------------------------------------- | --------------------------------------------------------------- | -------------------------------------------------------------------------------------------------- |
| Australie                                                        | Légale en Australie-Méridionale depuis 1972, à Victoria depuis 1981, en Nouvelle-Galles du Sud depuis 1983, au territoire du Nord depuis 1984, en Australie-Occidentale depuis 1990, au Queensland depuis 1991 et en Tasmanie depuis 1997 | Reconnaissance en fonction des États depuis 2009                | Légale depuis 2017                         | Oui/ Adoption conjointe permise en ACT, Nouvelle-Galles du Sud, Tasmanie et en Australie-Occidentale | Depuis 1992                            | Interdiction de toutes les discriminations                      | Les personnes transgenres peuvent se déclarer comme telles dans leurs passeports avec une option X |
| Fidji                                                            | Légale depuis 2010 | Non                                                             | Non                                        | Non                                                                                                  | Non                                    | Interdiction de certaines discriminations                       | Non                                                                                                |
| Guam (territoire non incorporé des États-Unis)                   | Légale depuis 1978 | Légale depuis 2013                                              | Légale depuis 2015                         | Légale depuis 2002                                                                                   | Responsabilité américaine              | Oui                                                             | Oui                                                                                                |
| Îles Cook (État associé du royaume de Nouvelle-Zélande)          | Illégale pour les hommes (Peine : 5 à 14 ans de prison, jamais appliquée) · Légale pour les femmes | Non                                                             | Non                                        | Depuis 2013                                                                                          | Responsabilité néo-zélandaise          | Interdiction de certaines discriminations                       | Non                                                                                                |
| Île Christmas (territoire extérieur de l'Australie)              | Légale | Oui                                                             | Légale depuis 2017                         | Non                                                                                                  | Responsabilité australienne            | Interdiction de toutes les discriminations                      | Oui                                                                                                |
| Îles Cocos (territoire extérieur de l'Australie)                 | Légale | Oui                                                             | Légal depuis 2017                          | Non                                                                                                  | Responsabilité australienne            | Interdiction de toutes les discriminations                      | Oui                                                                                                |
| Île de Pâques (territoire spécial du Chili)                      | Légale depuis 1999 | Légale depuis 2015                                              | Non                                        | Non                                                                                                  | Responsabilité chilienne               | Oui                                                             | Légale depuis 2007                                                                                 |
| Îles Mariannes du Nord (territoire non incorporé des États-Unis) | Légale depuis 1983 | Légale depuis 2013                                              | Légale depuis 2015                         | Non                                                                                                  | Responsabilité américaine              | Oui                                                             | Oui                                                                                                |
| Îles Marshall                                                    | Légale depuis 2005 | Non                                                             | Non                                        | Non                                                                                                  | N'a pas d'armée                        | Non                                                             | Non                                                                                                |
| Île Norfolk (territoire autogouverné associé à l'Australie)      | Légale depuis 1993 | Oui                                                             | Légal depuis 2017                          | Non                                                                                                  | Responsabilité australienne            | Interdiction de toutes les discriminations                      | Oui                                                                                                |
| Îles Pitcairn (territoire britannique d'outre-mer)               | Légale depuis 2001 | Légale depuis 2015                                              | Légal depuis 2015                          | Légale depuis 2015                                                                                   | Responsabilité britannique             | Interdiction constitutionnelle de toutes les discriminations    | Oui                                                                                                |
| Kiribati                                                         | Illégale pour les hommes (Peine : 3 à 14 ans de prison, jamais appliquée) · Légale pour les femmes | Non                                                             | Non                                        | Non                                                                                                  | N'a pas d'armée                        | Non                                                             | Non                                                                                                |
| Micronésie                                                       | Légale | Non                                                             | Non                                        | Non                                                                                                  | N'a pas d'armée                        | Non                                                             | Non                                                                                                |
| Nauru                                                            | Légale depuis 2016 pour les hommes; jamais illégale pour les femmes | Non                                                             | Non                                        | Non                                                                                                  | N'a pas d'armée                        | Non                                                             | Non                                                                                                |
| Niue (État associé du royaume de Nouvelle-Zélande)               | Légale depuis 2007 | Non                                                             | Non                                        | Non                                                                                                  | Responsabilité néo-zélandaise          | Non                                                             | Non                                                                                                |
| Nouvelle-Calédonie (France d'outre-mer)                          | Légale (aucune loi contre l'homosexualité n'a jamais existé) | Pacte civil de solidarité depuis 2009                           | Légal depuis 2013                          | Légale depuis 2008, adoption conjointe légale depuis 2013                                            | Responsabilité française               | Interdiction de toutes les discriminations                      | Avec stérilisation                                                                                 |
| Nouvelle-Zélande                                                 | Légale depuis 1986 | Cohabitation enregistrée depuis 2001 ; union civile depuis 2005 | Légal depuis 2013                          | Légale depuis 2013                                                                                   | Légale depuis 1993                     | Interdiction de toutes les discriminations                      | Dans le chapitre « sex discrimination » de l'Human Rights Act 1993 depuis 2006.                    |
| Palaos                                                           | Légale depuis 2014 | Non                                                             | Interdiction constitutionnelle depuis 2008 | Non                                                                                                  | N'a pas d'armée                        | Non                                                             | Non                                                                                                |
| Papouasie-Nouvelle-Guinée                                        | Illégale pour les hommes (Peine: 3 à 14 ans de prison, jamais appliquée) · Légale pour les femmes | Non                                                             | Non                                        | Non                                                                                                  | Non                                    | Non                                                             | Oui                                                                                                |
| Polynésie française (France d'outre-mer)                         | Légale (aucune loi contre l'homosexualité n'a jamais existé) | Pacte civil de solidarité depuis 2009                           | Légal depuis 2013                          | Légale depuis 2008, adoption conjointe légale depuis 2013                                            | Responsabilité française               | Interdiction de toutes les discriminations                      | Avec stérilisation                                                                                 |
| Salomon                                                          | Illégale (Peine: 14 ans de prison, jamais appliquée) | Non                                                             | Non                                        | Non                                                                                                  | N'a pas d'armée                        | Non                                                             | Non                                                                                                |
| Samoa                                                            | Illégale pour les hommes (Peine: 7 ans de prison, jamais appliquée) · Légale pour les femmes | Non                                                             | Non                                        | Non                                                                                                  | N'a pas d'armée                        | Interdiction de toutes les discriminations                      | Communauté transgenre fa'afafine reconnue comme coutumes traditionnelles.                          |
| Samoa américaines (territoire non incorporé des États-Unis)      | Légale depuis 1980 | Légale depuis 2013                                              | Non                                        | Non                                                                                                  | Responsabilité américaine              | Oui                                                             | Oui                                                                                                |
| Tokelau (territoire du royaume de Nouvelle-Zélande)              | Légale depuis 2007 | Non                                                             | Non                                        | Non                                                                                                  | Responsabilité néo-zélandaise          | Non                                                             | Non                                                                                                |
| Tonga                                                            | Illégale pour les hommes (Peine : 10 ans de prison, jamais appliquée) · Légale pour les femmes | Non                                                             | Non                                        | Non                                                                                                  | Non                                    | Non                                                             | Non                                                                                                |
| Tuvalu                                                           | Illégale pour les hommes (Peine : 14 ans de prison, jamais appliquée) · Légale pour les femmes | Non                                                             | Non                                        | Non                                                                                                  | N'a pas d'armée                        | Non                                                             | Non                                                                                                |
| Vanuatu                                                          | Légale depuis 2007 | Non                                                             | Non                                        | Non                                                                                                  | Non                                    | Non                                                             | Non                                                                                                |
| Wallis-et-Futuna (France d'outre-mer)                            | Légale (aucune loi contre l'homosexualité n'a jamais existé) | Pacte civil de solidarité depuis 2009                           | Légal depuis 2013                          | Légale depuis 2008, adoption conjointe légale depuis 2013                                            | Responsabilité française               | Interdiction de toutes les discriminations                      | Avec stérilisation                                                                                 |